# Estructura de Internet
Internet no es una red centralizada ni está regida por un solo organismo. Su estructura es semejante a una tela de araña en la cual unas redes se conectan con otras. No obstante hay una serie de organizaciones responsables de la adjudicación de recursos y el desarrollo de los protocolos necesarios para que Internet evolucione. Por ejemplo:
- la Internet Engineering Task Force (IETF) se encarga de redactar los protocolos usados en Internet.
- la Corporación de Internet para la Asignación de Nombres y Números (ICANN) es la autoridad que coordina la asignación de identificadores únicos en Internet, incluyendo nombres de dominio, direcciones IP, etcétera.

## Las direcciones en Internet
En Internet se emplean varios formatos para identificar máquinas, usuarios o recursos en general.
- En Internet se emplean direcciones numéricas para identificar máquinas: las direcciones IP. Se representan por cuatro números, de 0 a 255, separados por puntos. Un servidor puede identificarse, por ejemplo, con la dirección IP 66.230.200.100. Como es más sencillo recordar un nombre, las direcciones se "traducen" a nombres. Los trozos "traducidos" se denominan nombres de dominio. El servicio encargado de la traducción es el DNS e identifica las numeraciones de los usuarios conectados
- Para identificar a usuarios de correo electrónico se emplean las direcciones de correo electrónico, que tienen el siguiente formato:

usuario@servidor_de_correo.dominio
- Para identificar recursos en Internet, se emplean direcciones URL (Uniform Resource Locator, Localizador Uniforme de Recursos). Una dirección URL tiene la forma:

http://nombre_de_empresa.dominio/abc.htm
Siendo "http://" el protocolo, "nombre_de_empresa.dominio" el dominio (que es trasladado a una dirección IP por los servicios DNS), y "abc.htm" la localización del recurso al que se accede.

## El flujo de información en Internet

### La arquitectura cliente-servidor
El procedimiento empleado para intercambiar información en Internet sigue el modelo cliente-servidor.
- Los servidores son computadoras donde se almacenan datos.
- El cliente es la computadora que realiza la petición al servidor para que éste le muestre alguno de los recursos almacenados.

### Los paquetes de información
En Internet la información se transmite en pequeños trozos llamados "paquetes". Lo importante es la reconstrucción en el destino del mensaje emitido, no el camino seguido por los paquetes que lo componen.
Si se destruye un nodo de la red, los paquetes encontrarán caminos alternativos. Este procedimiento no es el más eficiente, pero resiste las averías de una parte de la red.

### Protocolo TCP/IP
Para intercambiar información entre computadores es necesario desarrollar técnicas que regulen la transmisión de paquetes.
Dicho conjunto de normas se denomina protocolo. Hacia 1973 aparecieron los protocolos TCP e IP, utilizados ahora para controlar el flujo de datos en Internet.
- El protocolo TCP (y también el UDP), se encarga de fragmentar el mensaje emitido en paquetes. En el destino, se encarga de reorganizar los paquetes para formar de nuevo el mensaje, y entregarlo a la aplicación correspondiente.
- El protocolo IP enruta los paquetes. Esto hace posible que los distintos paquetes que forman un mensaje pueden viajar por caminos diferentes hasta llegar al destino.

La unión de varias redes (ARPANET y otras) en Estados Unidos, en 1983, siguiendo el protocolo TCP/IP, puede ser considerada como el nacimiento de Internet (Interconnected Networks[cita requerida]).

### Servicio de Nombres
Existe un servicio que se encarga de proporcionar la correspondencia entre una dirección IP y su nombre de dominio, y viceversa. Este servicio es el DNS (Domain Name System, Sistema de Nombres de Dominio).
Cada vez que se inicia una comunicación con un nombre de dominio, el ordenador realiza una petición a su servidor DNS para que le proporcione la IP asociada a ese nombre.
El sistema DNS es jerárquico. Cada subdominio de Internet suele tener su propio servidor DNS, responsable de los nombres bajo su dominio. A su vez, hay un servidor encargado de cada dominio (por ejemplo un nivel nacional (.es)), y hay una serie de servidores raíz, que conocen'toda la estructura de

## El funcionamiento del correo electrónico
Los primeros mensajes de correo electrónico solo incluían texto ASCII. Luego se crearon las extensiones MIME al protocolo SMTP, para poder enviar mensajes con archivos adjuntos, utilizar otros juegos de caracteres, o p. ej. enviar un mensaje con formato HTML.
El proceso de envío es el siguiente (se indica entre paréntesis el protocolo utilizado en cada paso):
1. Cuando un usuario envía un correo, el mensaje se dirige hasta el servidor encargado del envío de correo electrónico de su proveedor de Internet (SMTP).
2. Este servidor lo reenvía al servidor de correo electrónico encargado de la recepción de mensajes del destinatario (SMTP).
3. El servidor de correo electrónico del destinatario procesa el mensaje y lo deposita en el buzón del destinatario. El mensaje ha llegado.
4. Este buzón es accesible mediante el servidor de lectura de correos (POP, o IMAP). Así, cuando el destinatario, posteriormente, solicita sus mensajes, el servidor de correo de lectura se los envía. Ahora, el destinatario puede leerlos.

Todo este proceso (pasos del 1 al 3) se realiza en un período breve. Pocos minutos (o solamente segundos), bastan, en general, para que llegue el mensaje hasta su destino. Factores derivados del tráfico en las redes, filtros antispam|antispam y antivirus, y otros, pueden influir en este tiempo.
Nota: Esto no se aplica para cuentas de correo en yahoo, hotmail y otros, pues se procesan como flujo de información dentro de Internet. Esto se aplica cuando se utilizan las cuentas de correo proporcionado por los proveedores de Internet (IPs - en inglés).

### Protocolos de correo electrónico
- El protocolo SMTP (Simple Mail Transfer Protocol) permite el envío (correo saliente) desde el cliente hacia Internet (el mensaje se transmite, inicialmente, entre servidores de correo).
- El protocolo POP (Post Office Protocol) permite recibir mensajes de correo hacia el cliente (se almacenan en el ordenador del destinatario), desde el servidor (correo entrante).
- El protocolo IMAP (Internet Message Access Protocol) permite recibir mensajes de correo hacia el cliente (se almacenan en el ordenador del destinatario), desde el servidor, al igual que el protocolo POP (correo entrante), pero IMAP permite que se pueda gestionar el correo de forma más flexible. Así, es posible sincronizar contenidos entre el cliente y el servidor, utilizar diferentes carpetas para clasificar el correo (sincronizadas entre cliente y servidor), realizar búsquedas en el lado del servidor, descargar solamente partes del mensaje, etc.